# .sz
.sz es el dominio de nivel superior geográfico (ccTLD) para Suazilandia. El dominio es asignado por la Asociación de ISP de Eswatini. La abreviatura de dos letras se refiere a Suazilandia, el nombre anterior del país desde 1968 hasta 2018, en contraste de su nombre en Suazi, weSwatini.
Hay cuatro dominios de segundo nivel:
- co.sz: entidades comerciales
- ac.sz: instituciones académicas
- org.sz: organizaciones no comerciales
- gov.sz: reservado para uso gubernamental